# BMW 319
La BMW 319 est un modèle du constructeur automobile allemand BMW, construite entre 1935 et 1937.

## Historique

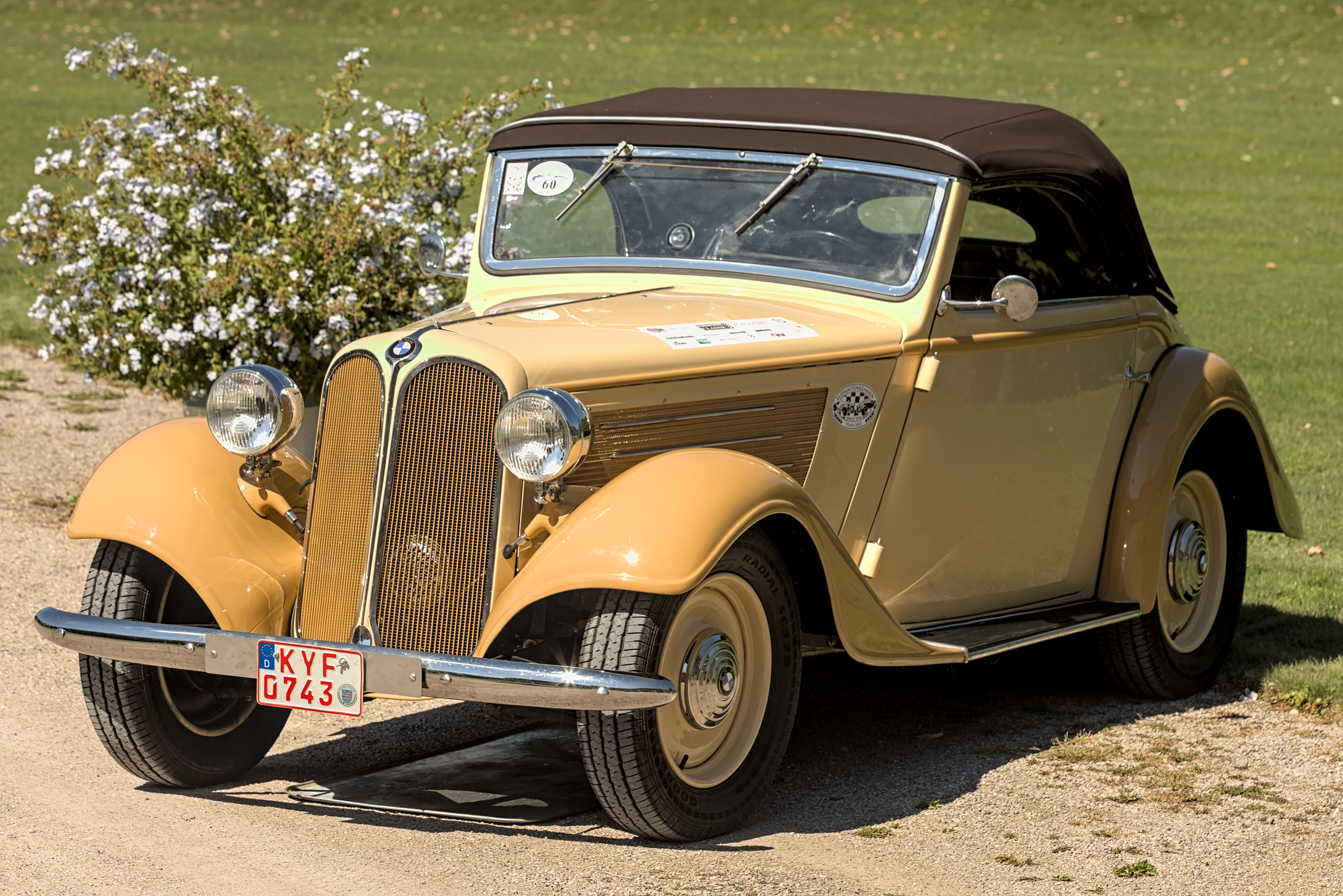
BMW 319 cabriolet sport (1935)

Evolution des BMW 315, ce modèle du designer Peter Schimanowski, est équipé de deux motorisations 6 cylindres de 1,9 L pour des puissances de 45 ch à 55 ch pour environ 130 km/h.
Les carrosseries disponibles correspondaient à celles de la plus petite 315, mais elles étaient 400 Reichsmark plus chères. La voiture de tourisme coûtait 4 500 Reichsmark, la berline 4 150 Reichsmark et la berline décapotable 4 350 Reichsmark. Il y avait aussi un cabriolet quatre places pour 4 800 Reichsmark et un cabriolet sport deux places pour 5 150 Reichsmark.
Elle a pour concurrentes  de l'époque les Citroën Traction Avant, Renault Primaquatre, Lancia Artena…
6 646 exemplaires ont été fabriqués en deux ans. En 1937, le modèle 320 remplaça la 319.
| Chiffres de production | Année | 1934 | 1935  | 1936  | 1937 | Total |
| ---------------------- | ----- | ---- | ----- | ----- | ---- | ----- |
| BMW 319                |       | 4    | 3.139 | 3.265 | 238  | 6.646 |

## Technologie
Après que le modèle sportif 315/1 ait été équipé du nouveau moteur six cylindres en ligne de 1,9 litre l’année précédente et soit ainsi devenu la 319/1, les autres modèles ont également été proposés avec ce moteur en 1935. Le moteur six cylindres avait une cylindrée de 1 911 cm³ et produisait 45 ch (33 kW) à 3 750 tr/min - 10 ch de moins que dans le modèle sportif. La boîte de vitesses Hurth à quatre rapports a été conservée. La vitesse maximale de la voiture était de 115 km/h.
La suspension et les freins correspondaient à ceux de la 315, un ressort à lames transversal pour l’essieu avant et des ressorts à lames longitudinaux semi-elliptiques à l’arrière. Les quatre roues étaient équipées de freins à tambour actionnés par un câble.